# Отказное письмо
Отказное письмо — ответ поставщика или производителя продукции о том, подлежит ли продукция обязательной сертификации или декларированию. Отказное письмо содержит ссылку на законодательство, и свидетельствует о том, что указанная в документе продукция «не попадает в „Номенклатуру продукции товаров и услуг, подлежащей обязательной сертификации“». Отказное письмо выдаётся на продукцию в случае, если она не подлежит обязательной сертификации или обязательному декларированию.
Также в отказном письме указывается, что продукция не попадает в "Единый перечень продукции, подлежащей обязательной оценке (подтверждению) соответствия в рамках Таможенного союза с выдачей единых документов" . 
Для отказного письма не предусмотрено бланка установленного образца. Отказное письмо оформляется на листе А4 и заверяется поставщиком, выдающим документ. В одно отказное письмо можно включить любой список продукции.
Отказные письма оформляются с неограниченным сроком действия. 

## Отказные письма и коды ТНВЭД
Код ОКП разработан Госстандартом, и вся работа Росстандарта по сертификации основана именно на этих кодах. Код ТНВЭД разработан Таможенным комитетом, и вся работа таможни основана на них. При этом между данными ведомствами существует взаимосвязь, основанная на том, что для растаможивания некоторых видов продукции необходим Сертификат соответствия. У Росстандарта существует своя Номенклатура продукции, подлежащая обязательной сертификации, основанная на кодах ОКП; у Таможенного комитета — своя, основанная на кодах ТНВЭД. Эти номенклатуры должны охватывать одну и ту же продукцию, но на практике данные номенклатуры зачастую расходятся.
Путь к разрешению подобных споров до недавнего времени был один: отказное письмо ВНИИСа. Объект спора: таможня утверждает, что по их номенклатуре ТНВЭД данная продукция подлежит сертификации и для её растаможивания необходимо предъявить сертификат соответствия, а органы по сертификации не могут выдать сертификат, так как по номенклатуре ОКП данная продукция не подлежит обязательной сертификации. В таком случае делался запрос во ВНИИС для получения отказного письма. Данное письмо являлось аргументом для таможни для выпуска товара.
Со вступлением России в Таможенный союз отказные письма ВНИИС выдавать перестал, и данная функция перешла к Минпромторгу, но Минпромторг выдавал письма для таможни не более четырёх месяцев, после чего снял с себя эту функцию.
Таможня на данный момент снова рассматривает отказные письма ВНИИС, а также ВНИИМАШ, если продукция относится к автомобильной группе, либо группе машиностроения по коду ОКП. Но получать отказное письмо нужно только по предварительной договорённости с самой таможней, так как в некоторых случаях для таможенной очистки товара может подойти и обычное отказное письмо для торговли, выданное любым органом по сертификации.